# Fronton
Fronton è un comune francese di 5 574 abitanti situato nel dipartimento dell'Alta Garonna nella regione dell'Occitania.

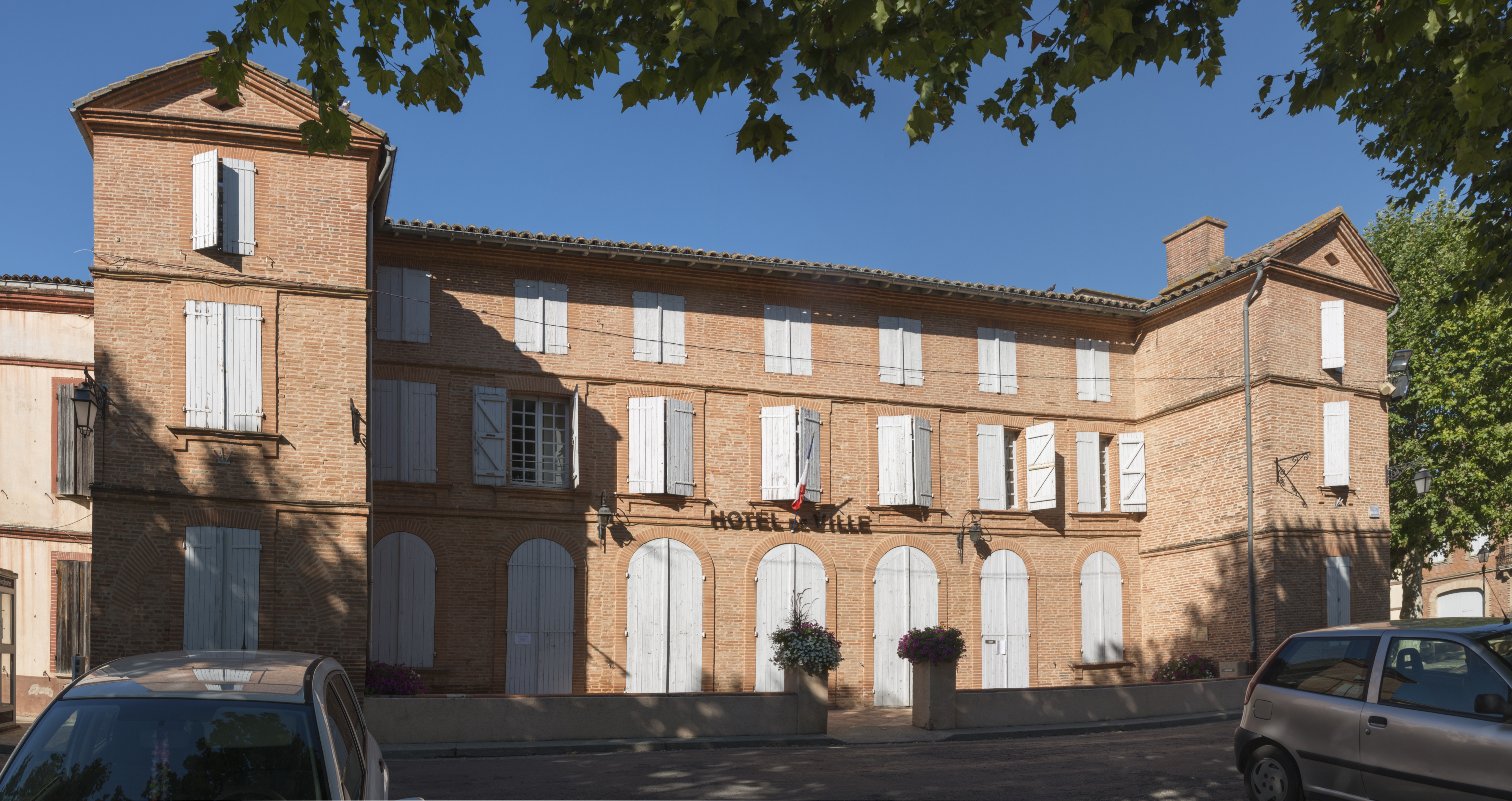
Il Municipio.
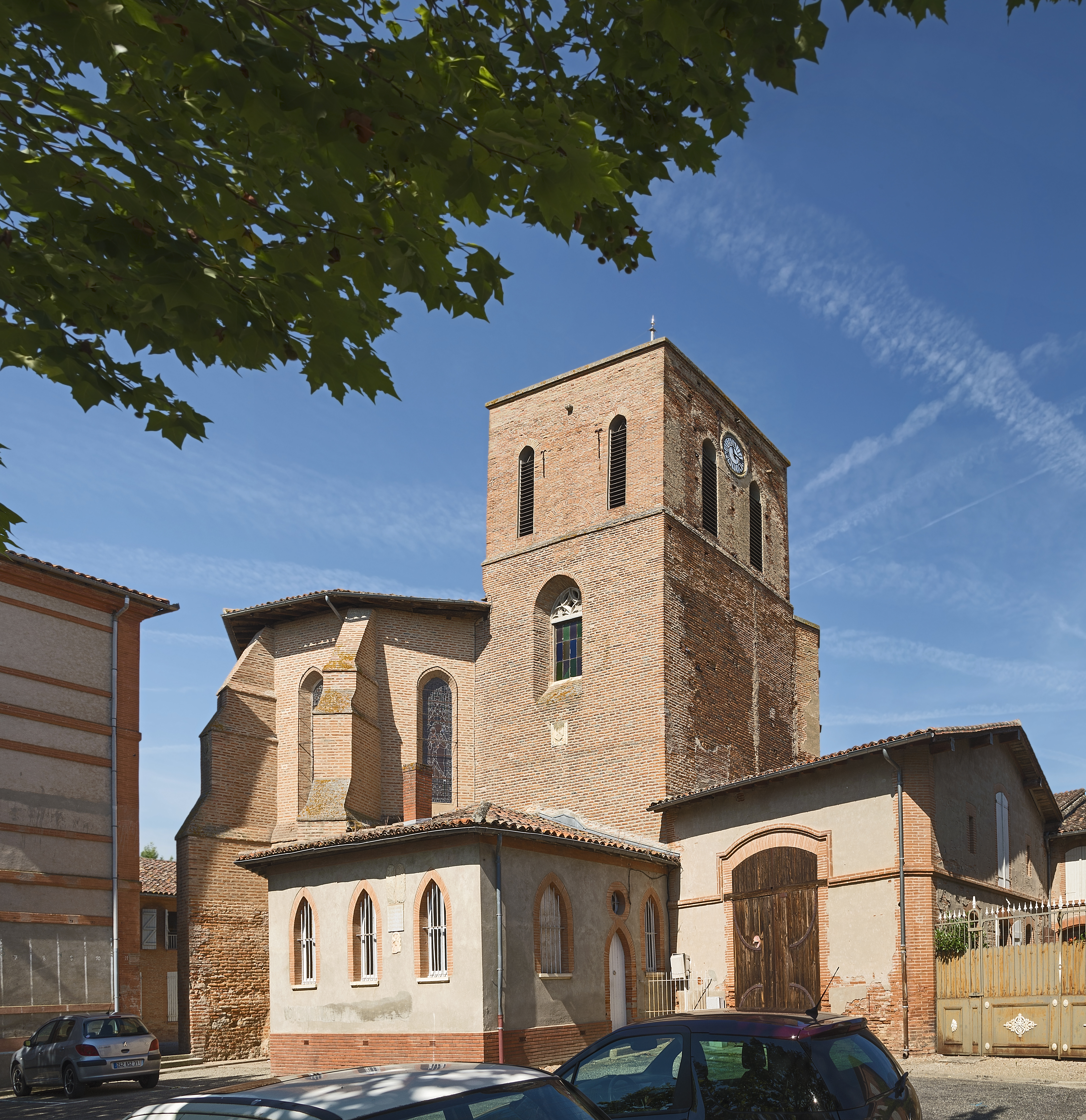
La chiesa.
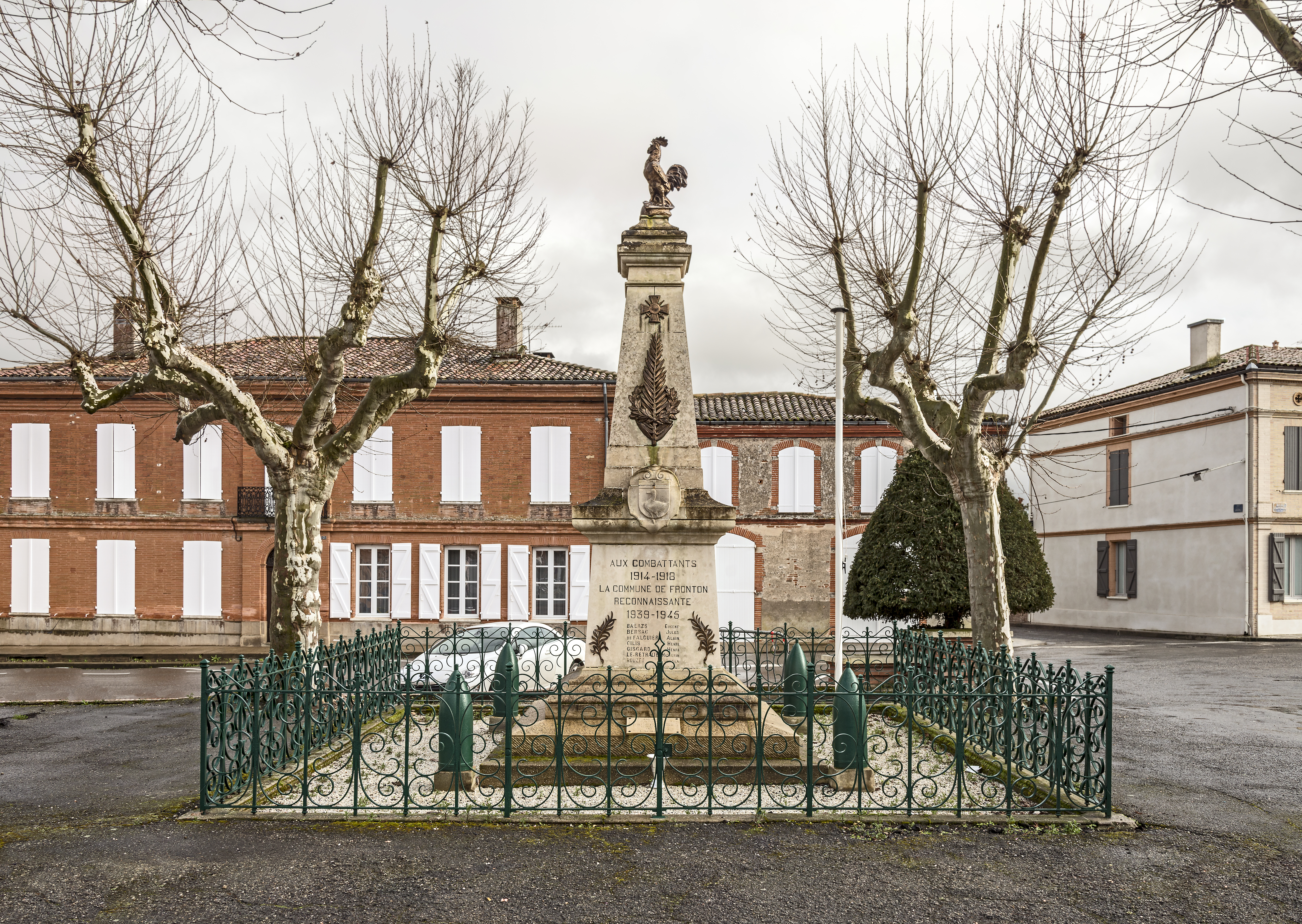
Il monumento ai caduti.

## Società

### Evoluzione demografica
Abitanti censiti